# Иссык-Кульский район
Иссык-Кульский район (кирг. Ысык-Көл району) — административная единица на севере Иссык-Кульской области Кыргызстана.
Административный центр — город Чолпон-Ата. В 1962 году к Иссык-Кульскому району был присоединён Балыкчинский район.

## Население
По данным переписи населения Кыргызстана 2009 года, киргизы составляют 63 580 человек из 75 533 жителей района (или 84,2 %), русские — 8777 человек или 11,6 %, казахи — 1715 человек или 2,3 %, узбеки — 237 человек или 0,3 %, татары — 231 человек или 0,3 %, украинцы — 229 человек или 0,3 %, уйгуры — 149 человек или 0,2 %, немцы — 146 человек или 0,2 %.

## Административно-территориальное деление
В состав Иссык-Кульского района входят 12 аильных (сельских) округов, 30 аилов (сёл) и 1 город:
- Город Чолпон-Ата;
- Абдрахмановский аильный округ: с. Жаркынбаево (центр), Кароол-Дёбё;
- Ананьевский аильный округ: с. Ананьево (центр), Кёк-Дёбё, Чет-Байсоорун;
- Бостеринский аильный округ: с. Бостери (центр), Бактуу-Долоноту;
- Кара-Ойский аильный округ: с. Кара-Ой (центр);
- Кум-Бельский аильный округ: с. Корумду (центр), Булан-Сегетту;
- Орюктинский аильный округ: с. Чон-Орюктю (центр), Орто-Орюктю, Орюктю-Хутор;
- Аильный округ Садыр аке: Григорьевка, Григорьевская пристань;
- Кожоярский аильный округ: с. Кожояр-Ата (центр), Коджояр;
- Тамчынский аильный округ: с. Тамчы (центр), Кош-Кёль, Чырпыкты;
- Темировский аильный округ: с. Темировка (центр), Кашат;
- Тору-Айгырский аильный округ: с. Тору-Айгыр (центр), Кызыл-Орюк, Сары-Камыш;
- Чон-Сары-Ойский аильный округ: с. Чон-Сары-Ой (центр), Баетовка, Орнек, Сары-Ой, Чок-Тал.